# Hamlet (film, 1913)
Pour les articles homonymes, voir Hamlet (homonymie).

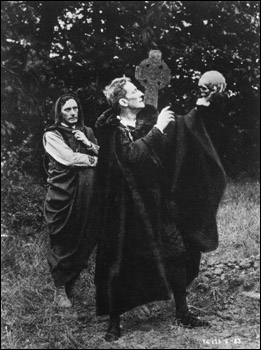
Une image connue.

Hamlet est un film britannique de Hay Plumb, sorti en 1913, adaptation tirée de la pièce éponyme de William Shakespeare.

## Fiche technique
- Titre : Hamlet
- Titre original : Hamlet
- Réalisation : Hay Plumb
- Scénario : d'après la pièce Hamlet de William Shakespeare
- Images : Geoffrey Faithfull
- Production : Cecil M. Hepworth
- Pays d'origine : Royaume-Uni
- Format : Noir et Blanc - 1,33:1
- Lieu de tournage : Lulworth Cove
- Durée : 64 minutes
- Dates de sortie : 
  -  Royaume-Uni : 22 septembre 1913

## Distribution
- Johnston Forbes-Robertson : Hamlet
- Walter Ringham : Claudius
- S.A. Cookson : Horatio
- J.H. Barnes : Polonius
- Alex Scott-Gatty : Laërte
- Percy Rhodes : Le fantôme